# Karry
 Denne artikel bør gennemlæses af en person med fagkendskab for at sikre den faglige korrekthed.

 Der er for få eller ingen kildehenvisninger i denne artikel, hvilket er et problem. Du kan hjælpe ved at angive troværdige kilder til de påstande, som fremføres i artiklen.

Karry er et blandingskrydderi af typisk 10-20 krydderier. Gul karrys farve stammer almindeligvis fra gurkemeje. Andre ingredienser kan være bukkehornsfrø, muskatnød, spidskommen, laurbærblade, allehånde, safran, kardemomme, kanel, koriander, nellike, anis, peber, ingefær, hvidløg og sennep.

## Historie
Karry blev introduceret i det danske køkken i 1828 i Maria Hemmingsens Kogebog (And i Karri og Aall i Carri) og 1837 i Madam Mangors kogebog og er en oprindelig indisk krydderiblanding.

## Anvendelse
I Indien er det almindeligt at hver familie blander sin helt egen karry.
Ved brug "brændes" karryen normalt først af med lidt fedtstof for at fremhæve smagen.

## Fiberindhold
Karry har en høj naturlig forekomst af kostfibre.
Nogle af hovedingredienserne i karry har disse indhold af fibre:[kilde mangler]
- Kanel: 53 g pr 100 g
- Korianderfrø: 42 g pr 100 g
- Kryddernellike: 34 g pr 100 g
- Kardemomme: 28 g pr 100 g
- Peber: 27 g pr 100 g
- Laurbærblade: 25 g pr 100 g
- Bukkehornsfrø: 25 g pr 100 g
- Allehånde: 22 g pr 100 g
- Gurkemeje: 21 g pr 100 g
- Muskatnød: 21 g pr 100 g
- Anisfrø: 15 g pr 100 g
- Sennepsfrø: 15 g pr 100 g

De andre ingredienser indeholder mindre end 15 gram kostfibre pr. 100 gram, og giver karrypulveret et gennemsnitligt indhold på 33 gram pr. 100 gram.